# 利默里克大学
利默里克大学（University of Limerick，缩写：UL）是爱尔兰利默里克的一所大学，1972年创立，1989年升格为大学。它是爱尔兰独立之后成立的第一所大学。
大学校园位于香农河南北两岸，距离市中心约5（3.1英里） ，学生人数约1万人。

## 学术
大学共有四个学院：

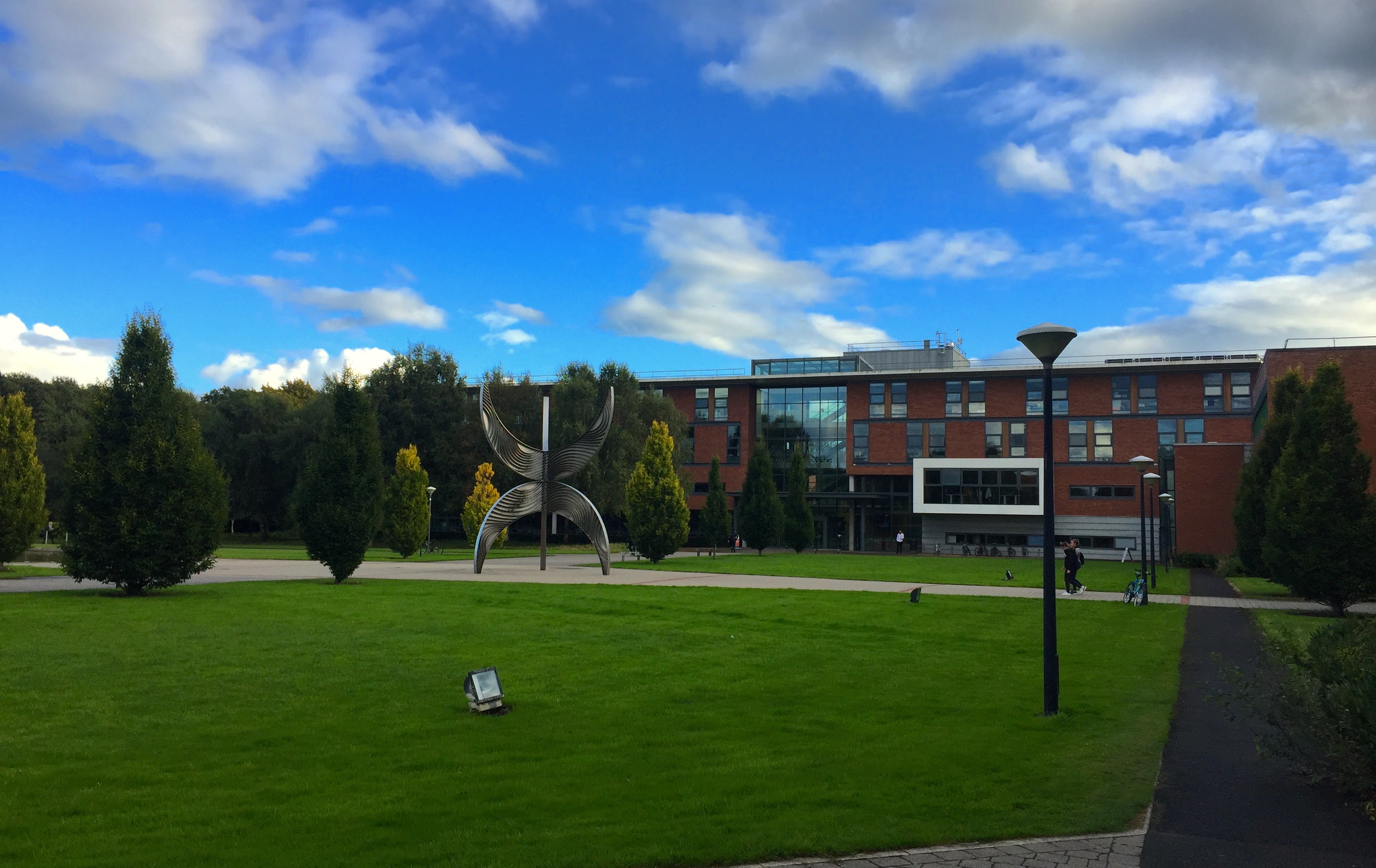
商学院

- 商学院（Kemmy Business School）[4]
- 教育和健康科学学院（Faculty of Education and Health Sciences）[5]
- 科学与工程学学院（Faculty of Science and Engineering）[6]
- 艺术、人文和社会科学学院（Faculty of Arts, Humanities and Social Sciences）[7]